# 松前真奈美
松前 真奈美（まつまえ まなみ）はゲームミュージックの作曲家。京都府出身。旧姓は後藤。元カプコン所属で、退社後はフリーランスとして活動。愛称は「ちゃんちゃこりん」。カプコンのゲームソフト『ロックマン』の作曲家として知られている。夫はミュージシャンの松前公高。

## 経歴
大阪芸術大学ピアノ科卒。1987年にカプコンに入社。最初に手掛けた楽曲は『井出洋介名人の実戦麻雀』の1曲で、同年発売の『ロックマン』ではすべての楽曲を担当する。入社から1年ほど経過したところで、家庭用ゲームチームとアーケードゲームチームのどちらかを選ぶ機会があり、使用できる音の数が多いという理由からアーケードゲームに携わることになる。一方で、社内の他の女性サウンドスタッフたちとともに音楽グループ「アルフ・ライラ・ワ・ライラ」（後に「ALPH LYLA」に改名）を結成し活動する。
1990年、結婚して東京に移住することを機にカプコンを退社。フリーランスとなってからはアスキーの『ダービースタリオン』シリーズやコナミ、サンソフトのソフトなどにかかわり、2007年発売のスクウェア・エニックスのソフト『ドラゴンクエストソード 仮面の女王と鏡の塔』ではそれまでのシリーズ作品の作曲者であるすぎやまこういちに代わり楽曲を制作した。また、2010年代以降は『ショベルナイト』など海外製ソフトの楽曲も手掛けている。

## 作品

### ゲーム

#### カプコン時代
| 発売年 | タイトル                              | 備考             |
| ------ | ------------------------------------- | ---------------- |
| 1987   | 井出洋介名人の実戦麻雀                | 他の作曲家と共同 |
| 1987   | ロックマン                            |                  |
| 1988   | F1ドリーム                            |                  |
| 1988   | 1943改 ミッドウェイ海戦               | 他の作曲家と共同 |
| 1988   | ロックマン2 Dr.ワイリーの謎           | 立石孝と共同     |
| 1989   | ソンソン2                             |                  |
| 1989   | 天地を喰らう                          |                  |
| 1989   | エリア88                              |                  |
| 1989   | ファイナルファイト                    | 他の作曲家と共同 |
| 1990   | アドベンチャークイズ2 ハテナ?の大冒険 | 他の作曲家と共同 |
| 1990   | 戦場の狼II                            |                  |
| 1990   | マジックソード                        |                  |
| 1990   | U.S.NAVY                              |                  |
| 1991   | クイズ殿様の野望                      |                  |

#### フリーランス時代
| 発売年 | タイトル                                         | 備考                                               |
| ------ | ------------------------------------------------ | -------------------------------------------------- |
| 1991   | ベスト競馬 ダービースタリオン                    |                                                    |
| 1992   | バットマン リターンオブザジョーカー              |                                                    |
| 1992   | 炎の闘球児 ドッジ弾平                            | Hiroshi Tsukamotoと共同                            |
| 1992   | オセロワールド                                   | 松前公高と共同                                     |
| 1992   | エスパードリーム2 新たなる戦い                   | Shigemasa Matsuoと共同                             |
| 1992   | ダービースタリオン 全国版                        |                                                    |
| 1992   | ベストプレープロ野球スペシャル                   |                                                    |
| 1992   | トリップワールド                                 | 「ミュージックプログラマー」としてクレジット       |
| 1993   | 炎の闘球児 ドッジ弾平2                           | Hiroshi Tsukamotoと共同                            |
| 1994   | ダービースタリオンII                             |                                                    |
| 1994   | ロロの大冒険                                     |                                                    |
| 1994   | ルーニー・テューンズシリーズ ダフィー・ダック    |                                                    |
| 1995   | ダービースタリオンIII                            |                                                    |
| 1995   | アナザ・バイブル                                 |                                                    |
| 1995   | ゲームの鉄人 THE 上海                            |                                                    |
| 1996   | ダービースタリオン96                             |                                                    |
| 1996   | G.O.D〜目覚めよと呼ぶ声が聴こえ〜                | 松崎雄一、松前公高と共同                           |
| 1997   | ダービースタリオン（PlayStation版）              |                                                    |
| 1998   | ダービースタリオン98                             |                                                    |
| 1999   | パイロットキッズ                                 |                                                    |
| 1999   | ダービースタリオン99                             |                                                    |
| 1999   | fun!fun! Pingu〜ようこそ!南極へ〜                |                                                    |
| 2001   | 玉繭物語2 〜滅びの蟲〜                           | 松前公高と共同                                     |
| 2002   | ベストプレープロ野球（ゲームボーイアドバンス版） |                                                    |
| 2002   | ダービースタリオンアドバンス                     |                                                    |
| 2006   | ダービースタリオンP                              |                                                    |
| 2007   | ドラゴンクエストソード 仮面の女王と鏡の塔        |                                                    |
| 2009   | ラブプラス                                       | 他の作曲家と共同                                   |
| 2010   | ロックマン10 宇宙からの脅威!!                    | 他の作曲家と共同（「NITRO RIDER」を作曲）          |
| 2010   | ラブプラス+                                      | 他の作曲家と共同                                   |
| 2014   | ショベルナイト                                   | ジェイク・カウフマンと共同、2曲提供                |
| 2014   | rainblocks                                       |                                                    |
| 2015   | Target Acquired                                  |                                                    |
| 2016   | Flat Kingdom                                     |                                                    |
| 2016   | Mighty No. 9                                     | 他の作曲家と共同                                   |
| 2016   | キラキラスターナイトDX                           | 他の作曲家と共同                                   |
| 2017   | 8BIT MUSIC POWER FINAL                           | 他の作曲家と共同                                   |
| 2018   | Ultra Space Battle Brawl                         | Masdito Bachtiarと共同、オープニングテーマ曲を提供 |
| 2020   | ダービースタリオン（Nintendo Switch版）          |                                                    |
| 2021   | ダークウォーター スライム・インベーダー          |                                                    |
| 2021   | SMELTER                                          | メインテーマ曲を提供                               |
| 2021   | Battle Axe                                       |                                                    |
| 2021   | マイティー・ファイト・フェデレーション           | 他の作曲家と共同                                   |
| 2021   | ゾンビ イズ プランティング                       |                                                    |
| 2022   | おもしろアクション いい大人達の大冒険            |                                                    |
| 2023   | 9 Years of Shadows                               | 山根ミチル、日比野則彦と共同                       |
| 2023   | Everhood: Eternity Edition                       | 他の作曲家と共同、2曲提供                          |
| 2023   | レジェンドオブシャドウ マスクオブザフォース      |                                                    |
| 2025   | 7デイズ オリジンズ（Nintendo Switch版）          |                                                    |
| 未定   | Heart Forth, Alicia                              | Jonathan Geer、Alonso Martinと共同                 |
| 未定   | Starr Mazer                                      | 他の作曲家と共同 2016年に早期アクセス版を発売      |
| 未定   | RED ASH 機鎧城カルカノンの魔女                   |                                                    |
| 未定   | Time x Drifter                                   | CobaltBW、Philip Walkerと共同、3曲提供             |

### オリジナルアルバム
- Three Movements（2017年9月17日発売）